# Superstars and Cannonballs
Superstars and Cannonballs és un DVD després de la gira Superstars & Cannonballs que va realitzar Savage Garden a Brisbane. Bàsicament consta de material fotogràfic de la gira però també inclou un curt documental titulat "Parallel Lives" i tres videoclips de bonificació ("I Knew I Loved You", "Crash And Burn" i "Affirmation"). El nom de la gira prové de la lletra de la cançó "The Animal Song".

## Llista de cançons
1. The Best Thing
2. Break Me Shake Me
3. To the Moon and Back
4. The Lover After Me
5. I Don't Know You Anymore
6. Santa Monica
7. Two Beds and a Coffee Machine
8. You Can Still Be Free
9. The Animal Song
10. Hold Me
11. Gunning Down Romance
12. Crash and Burn
13. Truly Madly Deeply
14. Chained to You
15. I Want You
16. I Knew I Loved You
17. Affirmation

## Crèdits
- Productor executiu: David Wilson (en representació de Worldstar)
- Director: Mark Adamson
- Productor: Cathie Scott
- Mànager de producció: Sarah Harold
- Director d'àudio: John Simpson
- Assistent de direcció: Lynda Threlfall
- Producció del documental: Ephiphany Productions
- Productor/Director: Pip Mattiske
- Mànager de producció: Claire Davidson
- Savage Garden gravat per: JWM Productions (John Woodruff Management)